# Чжан Хуэйкан
Чжан Хуэйкан (кит. упр. 张惠康; род. 22 июля 1962, Шанхай, КНР) — китайский футболист, вратарь. Выступал за национальную команду Китая на Кубке Азии 1988 года.

## Карьера

### Клубная
В 1980 году присоединился к молодёжной академии команды «Шанхай», из которой выпустился в 1982 году и начал выступления за основную команду.  
Всю профессиональную карьеру провёл в клубе «Шанхай», однако до профессионализации китайского футбола. В 1992 году уехал в Гонконг, где один сезон выступал за местный клуб «Саут Чайна».

### Международная
В конце 1980-х годов был основным голкипером сборной Китая по футболу, в которую впервые попал в 1987 году. Выступал на Олимпийском турнире 1988 года, где сборная КНР не смогла выйти из группы, набрала одно очко (ничья 0-0 с командой Туниса). Сыграл важную роль в матчах сборной против команд Гонконга и Японии. На Кубке Азии по футболу 1988 года в Катаре команда заняла четвёртое место, проиграв матч за третье место команде Ирана.

## Достижения
Входит в Список лучших футболистов XX века по версии МФФИИС, занимая в Азии на позиции «голкипер» четвёртое место.